# Michał Pietrzak
Michał Pietrzak (n. 3 aprilie 1989, Łęczyca, voievodatul Łódź, Polonia) este un fost atlet polonez, specializat în proba de 400 metri. A participat la Jocurile Olimpice de vară din anii 2012 și 2016.

## Biografie
A crescut într-un oraș mic, Krosniewice. Părinții săi, Waldemar și Jolanta Petszak, au lucrat ca învățători de educație fizică la școala locală. Astfel, primii pași în sport, Michal i-a făcut sub îndrumarea tatălui său. A început mai întâi cu probele cu garduri, dar prima victorie serioasă a avut-o în proba de 400 metri, unde a câștigat campionatul Poloniei de juniori. A participat la Campionatul Mondial de Juniori din anul 2008. În proba de 400 metri cu garduri a fost eliminat în semifinale iar la ștafeta a ocupat locul 5.
Potențialul lui Michal a fost observat de antrenorul Janusz Iskrade la academia de Educație Fizică din Katowice, astfel au început să lucreze impreună.
În sezonul anului 2009 a câștigat titlul de campion european de tineret în proba de 4×400 m. La următorul campionat continental sub 23 de ani, polonezii (din nou cu Pietrzak în echipă) au ocupat locul doi.
Ocupând locul cinci la campionatul național în anul 2012, s-a calificat la Jocurile Olimpice de la Londra. În capitala Marii Britanii, participarea sa s-a limitat în turul preliminar al ștafetei, unde polonezii au ocupat locul nouă la general și nu s-au calificat în finală (nu le-au ajuns doar 0,24 secunde pentru calificare).
A participat la Campionatul European în anul 2014, unde nu s-a aflat printre primii patru cei mai puternici din echipă. După ce a alergat etapa sa la acea probă, în finală a fost schimbat, iar polonezii au câștigat argintul. La următorul Campionat al Continentului, doi ani mai târziu, Pietrzak la fel a ajutat echipa să ajungă în manșa decisivă, unde colegii săi au ocupat locul doi.
A câștigat medalia de bronz la Universiada de vară în anul 2015, petrecută în Coreea de Sud.
A doua Olimpiadă din cariera lui Pietrzak a fost ceva mai bună ca prima. La ștafetă, de data aceasta a reușit sa ajungă în finală, unde împreună cu coechipierii săi a ocupat locul 7.
În 2016 a absolvit Academia de Educație Fizică din Katowice.

## Principalele rezultate
| An   | Competiție                               | Locație                   | Loc | Eveniment     | Note    |
| ---- | ---------------------------------------- | ------------------------- | --- | ------------- | ------- |
| 2008 | Campionatul Mondial de Juniori (sub 20)  | Bydgoszcz, Polonia        | 14  | 400 m garduri | 52,22   |
| 2008 | Campionatul Mondial de Juniori (sub 20)  | Bydgoszcz, Polonia        | 5   | 4×400 m       | 3:08,65 |
| 2009 | Campionatul European de Tineret (sub 23) | Kaunas, Lituania          | 1   | 4×400 m       | 3:03,74 |
| 2011 | Campionatul European de Tineret (sub 23) | Ostrava, Cehia            | 15  | 400 m garduri | 51,76   |
| 2011 | Campionatul European de Tineret (sub 23) | Ostrava, Cehia            | 2   | 4×400 m       | 3:03,62 |
| 2012 | Campionatul European                     | Helsinki, Finlanda        | 4   | 4×400 m       | 3:05,69 |
| 2012 | Jocurile Olimpice                        | Londra, Marea Britanie    | 9   | 4×400 m       | 3:02,86 |
| 2013 | Campionatul European în sală             | Göteborg, Suedia          | –   | 4×400 m       | DS      |
| 2013 | Campionatul European pe echipe           | Gateshead, Marea Britanie | 6   | 400 m         | 50,84   |
| 2013 | Campionatul European pe echipe           | Gateshead, Marea Britanie | 3   | 4×400 m       | 3:06,18 |
| 2014 | Campionatul Mondial în sală              | Sopot, Polonia            | 4   | 4×400 m       | 3:04,39 |
| 2014 | Campionatul European                     | Zürich, Elveția           | 2   | 4×400 m       | 3:03,52 |
| 2015 | Campionatul Mondial de Ștafete           | Nassau, Bahamas           | 9   | 4×400 m       | 3:03,23 |
| 2015 | Campionatul European pe echipe           | Ceboksarî, Rusia          | 3   | 4×400 m       | 3:01,24 |
| 2015 | Universiada                              | Gwangju, Coreea de Sud    | 3   | 4×400 m       | 3:07,77 |
| 2015 | Campionatul Mondial                      | Beijing, China            | 11  | 4×400 m       | 3:00,72 |
| 2016 | Campionatul European                     | Amsterdam, Olanda         | 2   | 4×400 m       | 3:02,09 |
| 2016 | Jocurile Olimpice                        | Rio de Janeiro, Brazilia  | 7   | 4×400 m       | 3:00,50 |

1. 1 2 3  Atletul a participat doar la calificări.

## Recorduri personale
| Probă           | Performanță | Dată              | Locație        |
| --------------- | ----------- | ----------------- | -------------- |
| 400 m           | 45,96       | 24 iunie 2016     | Bydgoszcz      |
| 400 m garduri   | 50,84       | 22 iunie 2013     | Gateshead      |
| 4×400 m         | 2:59,58     | 19 august 2016    | Rio de Janeiro |
| 400 m în sală   | 47,26       | 28 februarie 2010 | Spała          |
| 4×400 m în sală | 3:04,39     | 9 martie 2014     | Sopot          |